# Герасимов, Александр Петрович (продюсер)
Александр Петрович Герасимов (род. 10 марта 1966, Ногинск) — российский кинопродюсер, генеральный директор кинокомпании «Мастер-фильм», председатель Комиссии анимационного кино Союза кинематографистов России. Заслуженный работник культуры Российской Федерации (2018).

## Биография
В 1985 году окончил Электростальский машиностроительный техникум. С 1985 по 1988 проходил службу в ВМФ. После службы в 1988 году поступил на факультет журналистики МГУ им. М. В. Ломоносова, который окончил в 1993 году.
С 1991 по 1994 год работает заместителем директора Высших курсов сценаристов и режиссеров. С 1994 по 2003 год (по другим сведениям, с 1993 по 2002) являлся директором Школы-студии анимационного кино «ШАР». С 2013 года преподаёт во ВГИК по специальности «продюсер мультимедиа».
Уже во время учебы в МГУ участвовал в работе оргкомитета кинофестиваля КРОК с 1989 по 1991 год. С 1996 года по настоящее время является директором Открытого российского фестиваля анимационного кино. С 2015 года — директор национальной премии «Икар» в области анимации.
В 1996—2000 годах был директором Ассоциации анимационного кино России. С апреля и до конца 2010 года указывался на сайте Союза кинематографистов России в качестве президента Ассоциации анимационного кино. С 2014 года по 2018 год являлся председателем правления Ассоциации анимационного кино России. С 2018 по настоящее время является членом Правления Ассоциации анимационного кино.
С 2008 года является председателем Комиссии анимационного кино Союза кинематографистов России. Является членом Правления Союза кинематографистов России.
В 1996 году совместно с Вячеславом Маясовым создал кинокомпанию «Мастер-фильм» и стал её генеральным продюсером. С сентября 2006 года после смерти Вячеслава Маясова является одновременно генеральным директором кинокомпании «Мастер-Фильм». В 2001 году Александр Герасимов и Вячеслав Маясов также учредили Фонд социально-культурных программ «Губерния», занимающийся кинопроизводством.

## Фильмография

### Анимационные фильмы
- Лев с седой бородой (1995)
- Нюркина баня (1995)
- Бабушка (1996)
- Русалка (1996)
- Однажды у синего моря (1998)
- Лукоморье. Няня (2000)
- Евстифейка-волк (2001)
- Из жизни разбойников (2002)
- Подкидыш (2002)
- Одноразовый рай (2003)
- Пинежский Пушкин (2003)
- Тихая история (2003)
- Трикстер (2003)
- Из жизни разбойников 2 (2004)
- Шамбала (2004)
- Шерлок Холмс и доктор Ватсон: Убийство лорда Уотербрука (2005)
- Котополис (2008)
- Три котёнка (2008)
- Беззаконие (2009)
- День рождения Алисы (2009)
- Сын прокурора спасает короля (2009)
- Человек в пенсне (2009)
- Белолобый (2010)
- Приливы туда-сюда (2010)
- Чародей равновесия. Тайна Сухаревой башни (2015)
- Шарлотта и Кваксон (2016)

### Анимационные сериалы
- Смешарики (2004—2008)
- Зоопарк (2007—2010)
- Три котёнка (2006—2014)
- Овечки Холли и Долли (2009—2013)
- Тайна Сухаревой башни (2010—2013)

### Игровое кино
- Анимация (2020)
- Над городом (2010)
- Государыня и разбойник (2009)
- Сон слепого человека (2003)

## Награды и звания
- Заслуженный работник культуры Российской Федерации (30 мая 2018 года) — за большой вклад в развитие отечественной культуры и искусства, средств массовой информации, многолетнюю плодотворную деятельность[19].
- Благодарность Министерства культуры Российской Федерации (16 января 2012 года) — за большой вклад в российскую анимацию, многолетнюю плодотворную работу и в связи со 100-летием мультипликационного кино[20].